# Profeten in de islam
De term profeet (nabi) (Arabisch: ٱلْأَنۢبِيَاء فِي ٱلْإِسْلَام, al-ʾAnbiyāʾ fī al-ʾIslām) wordt in de islam gebruikt om diegenen aan te duiden die door God uitverkoren zijn Zijn wil te verkondigen. Daarnaast zijn er ook profeten die boodschapper (rasoel) (Arabisch: رُسُل) zijn.
De islamitische interpretatie van de Koran stelt dat Mohammed als profeet "boodschapper Gods en zegel der profeten" (soera De Partijscharen 40) de culminatie is van een serie voorgaande profeten. Velen van hen, maar niet allen, maken in de Koran, maar ook in Hadith, hun opwachting.
In de Koran worden in soera's De Koe 136, Het Geslacht van Imraan 84, De Vrouwen 136 en De Consultatie 13 het geloof in genoemde profeten vastgelegd, zonder daarbij overigens onderscheid tussen hen te maken. Dat onderscheid bestaat overigens wel: de islam kent naast het begrip 'profeet' ook profeten die boodschapper zijn. Boodschappers onderscheiden zich van andere profeten door de heilige boeken en/of nieuwe of gecorrigeerde wetten die zij brachten, terwijl de taak van een profeet het verkondigen en uitleggen van de leer van de voorgaande boodschapper inhoudt.
Mohammed ibn Saʿd stelt dat er 315 boodschappers geweest zijn en 1000 profeten, andere bronnen spreken van 124.000 profeten. Vertellingen over verschillende profeten maken een aanzienlijk deel van de Koran uit en velen van hen worden met naam en toenaam besproken. Er zijn daarnaast ook enkele profeten die vooreerst in de Hadith en in de tafsir geduid worden. De Koran maakt duidelijk dat God tot elk volk een profeet heeft gezonden.
De algemene opvatting binnen de islam is dat de boodschappers Nuh, Ibrahim, Musa, Isa en Mohammed een hogere profetische graad hebben dan de overige profeten. Deze vijf boodschappers worden dan ook Oeloel-Azm-profeten genoemd.
Soera De Partijscharen 7 zegt: En toen Wij met de profeten een verbond sloten: met u, met Noach, Abraham, Mozes, en Jezus de zoon van Maria, sloten Wij een hecht verbond.
De kenmerken van een profeet zijn onder andere eerlijkheid, betrouwbaarheid, hoge mate van intelligentie, vrij van zonde en het volledig verkondigen van de ontvangen boodschap.
| Naam     | Bijnaam     | Profeet | Boodschapper | Imam of leider             | Boek              | Volk                    | Sharia | Leeftijd        | Gestorven |
| -------- | ----------- | ------- | ------------ | -------------------------- | ----------------- | ----------------------- | ------ | --------------- | --------- |
| Adam     |             | Ja      |              | Leider en Imam             | 10 Suhuf Adam     | Zijn nakomelingen       |        | 960             | Ja        |
| Sheeth   |             | Ja      |              |                            | 50 Suhuf Sheeth   | Kinderen van Adam       |        | 900, 912 of 950 | Ja        |
| Idris    | Hanoeh      | Ja      |              |                            | 30 Suhuf Idris    | Nakomelingen van Kabil  |        | 308             | Nee       |
| Nuh      |             | Ja      | Ja           | Imam                       |                   | Volk van Nuh            | Ja     | 950             | Ja        |
| Hud      |             | Ja      | Ja           |                            |                   | 'Ad                     |        |                 | Ja        |
| Salih    |             | Ja      | Ja           |                            |                   | Thamoed                 |        | 158             | Ja        |
| Ibrahim  | Khalilullah | Ja      | Ja           | Leider                     | 10 Suhuf Ibrahim  | Volk van Ibrahim        | Ja     | 200             | Ja        |
| Lut      |             | Ja      | Ja           | Imam                       |                   | Sodom en Gomorra        |        |                 | Ja        |
| Ismail   |             | Ja      | Ja           | Leider en Imam             |                   | Hidjaz                  |        | 136 of 137      | Ja        |
| Ishaq    |             | Ja      |              | Leider en Imam             |                   | Palestina en Damascus   |        | 120 of 180      | Ja        |
| Ya'qub   | Isra'il     | Ja      |              | Leider en Imam             |                   | Palestina               |        |                 | Ja        |
| Yusuf    |             | Ja      |              | Leider                     |                   | Egypte                  |        |                 | Ja        |
| Ayyub    |             | Ja      |              | Imam                       |                   | Volk van Ayyub          |        | 90 (?)          | Ja        |
| Shu'aib  |             | Ja      | Ja           |                            |                   | Midjan                  |        |                 | Ja        |
| Musa     | Kalimullah  | Ja      | Ja           | Leider                     | Tawrat/Suhuf Musa | Farao en de Israëlieten | Ja     |                 | Ja        |
| Harun    |             | Ja      |              | Imam                       |                   | Farao en de Israëlieten |        | 117 of 120      | Ja        |
| Yusha    |             | Ja      |              |                            |                   | Israëlieten             |        |                 | Ja        |
| Samuil   |             | Ja      |              |                            |                   | Israëlieten             |        |                 | Ja        |
| Zulkifl  | Bisr (?)    | Ja      |              |                            |                   | Israëlieten             |        | 75              | Ja        |
| Dawud    |             | Ja      | Ja           | Leider (koning van Israël) | Zaboer            | Israëlieten             |        | 100             | Ja        |
| Sulaiman |             | Ja      |              | Leider (koning van Israël) |                   | Israëlieten             |        | 50 (?)          | Ja        |
| Ilyas    |             | Ja      | Ja           |                            |                   | Baalbek (Israëlieten)   |        |                 | Nee       |
| Al-Yasa  |             | Ja      |              |                            |                   | Israëlieten             |        |                 | Ja        |
| Yunus    | Dhun-Nun    | Ja      |              |                            |                   | Ninive                  |        |                 | Ja        |
| Uzair    |             | Ja      |              |                            |                   | Israëlieten             |        |                 | Ja        |
| Zakariya |             | Ja      |              |                            |                   | Israëlieten             |        |                 | Ja        |
| Yahya    |             | Ja      |              |                            |                   | Israëlieten             |        | 34              | Ja        |
| Isa      | Al-Masih    | Ja      | Ja           | Leider (al-Masih)          | Indjil            | Israëlieten             | Ja     | 33              | Nee       |
| Mohammed | Ahmed       | Ja      | Ja           | Leider en Imam             | Qur'an            | Mensheid                | Ja     | 63              | Ja        |